# Кёнигия
Кёни́гия (лат. Koenígia) — монотипный род однолетних травянистых растений семейства Гречишные (Polygonaceae). Род описан в Шотландии.
В род входит единственный вид, называемый иногда Кёнигия исла́ндская, в котором выделяют несколько разновидностей.
По результатам молекулярно-филогенетических исследований к этому род отнесён род Таран (Aconogonon).

## Название
Род назван в честь балтийско-немецкий ботаника, аптекаря и врача Иоганна Герхарда Кёнига (Johann Gerhard Koenig, 1727–1785), ученика Карла Линнея.
Русский видовой эпитет «исландская» является отражением латинского лат. islandica, что указывает на Исландию, откуда было описано растение.

## Местообитание
Растёт по сырым тундрам, у ручьёв, в болотах. Иногда спускается ниже лесного предела.
Административные районы Сибири: Тюменская область, Республика Алтай, Красноярский край, Тува, Иркутская область, Бурятия, Читинская область. Вне Сибири: Арктическая Евразия и Северная Америка, Атлантическая Европа, горы Южной Сибири, Монголия, Огненная Земля.
В тундре почти нет однолетних растений, а к северу и без того небольшое количество их резко уменьшается. Между 71 и 74° с. ш. однолетники составляют не более одного процента всей флоры цветковых растений, а севернее 74° они представлены лишь одним видом — кёнигией.

## Ботаническое описание
Растение по степени развития вегетативных органов напоминает всход. Растение голое 1,5—10 см высотой, часто с розово-фиолетовым оттенком. Стебли простые или ветвистые от основания. Раструбы короткие, широкие, буропленчатые.
Листья эллиптические или округло-эллиптические, тупые, немного мясистые, самые верхние и нижние обычно супротивные, остальные — очерёдные. Пластинка 1,5—6 мм длиной и 0,1—0,5 мм шириной. Верхние листья на коротких черешках, нижние — на черешках по длине равных пластинке.
Цветки обоеполые, собраны рыхлыми головками на верхушке стеблей и ветвей, у основания снабжены прицветными листьями, расположены пучками в пазухах листьев. Околоцветник зеленовато-белый, до ¾ рассечённый на 3 широкоэллиптические или почти округлые доли, при цветении около 1 мм длиной. Пестиков 2(3), тычинок 3.
Плоды до 1,8 мм длиной, 0,8 мм шириной, почти яйцевидные, двояковыпуклые, реже трёхгранные, буроватые, матовые. Цветение в июле.